# Корзенкова, Алевтина Александровна
Алевти́на Алекса́ндровна Корзенко́ва (25 марта 1935, Ленинград — 4 марта 2002, Минск) — артистка балета и педагог. Народная артистка Белорусской ССР (1964).

## Биография
Родилась 25 марта 1935 года в Ленинграде. В детстве находилась в блокадном городе. 
Окончила Ленинградское хореографическое училище. После выпуска была принята в балетную труппу Государственного театра оперы и балета Белорусской ССР, где служила с 1954 по 1976 год.
Созданным ею образам была присуща драматическая насыщенность, высокое техническое мастерство было всегда направлено на выявление сущности изображаемого характера. В то же время на сцене никогда не пользовалась сильными средствами, её манера игры была сдержанной.
Работала педагогом в труппе «Кремлёвский балет» (Москва).
Умерла в 2002 году.

## Репертуар
- Мария, «Мечта» Е. Глебова
- Джулия, «Альпийская баллада» Е. Глебова
- Наталька, «Избранница» Е. Глебова
- Сари, «Тропою грома» К. Караева
- Эгина и Фригия, «Спартак» А. Хачатуряна
- Золушка, «Золушка» С. Прокофьева, постановка Р. Захарова
- Одетта и Одиллия, «Лебединое озеро» П. Чайковского
- Никия, «Баядерка» Л. Минкуса
- Франциска, «Голубой Дунай»

## Признание и награды

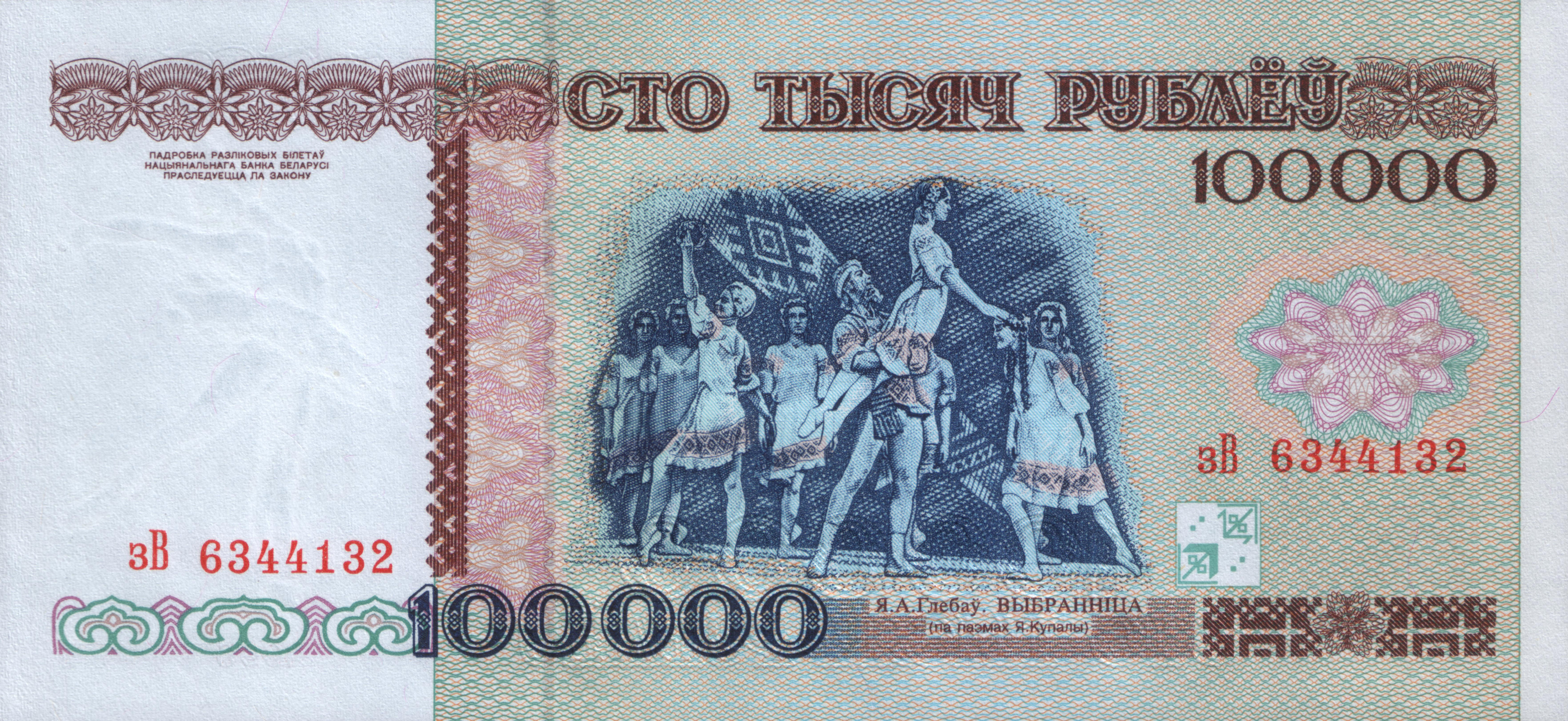
Банкнота Белоруссии с изображением сцены из балета «Избранница»

- 1964 — Народная артистка Белорусской ССР
- В 1996 году Банк Белоруссии выпустил купюру номиналом в 100 тысяч белорусских рублей, на реверсе которой была изображена сцена из балета «Избранница» в исполнении Алевтины Корзенковой, Якова Ботвинника и Людмилы Лактионовой. Банкнота имела хождение с 17 октября 1996 года до 1 января 2000 года; в 2000 году была перевыпущена номиналом в 100 рублей.

## Семья
- Сын Олег Корзенков (1967-2016) — артист балета, первый главный балетмейстер Ростовского государственного музыкального театра[3].